# ماندي باين
ماندي باين (بالإنجليزية: Mandy Payne)‏‏ (1964 - ) رسامة، وطبيبة أسنان من المملكة المتحدة.